# Stevns kommun
Stevns kommun (danska: Stevns Kommune) är en kommun på halvön Stevns, söder om Kögebukten i Region Själland i östra Danmark. Kommunen hade 22 805 invånare 2019. och en yta på 166,36 km². Staden Store Heddinge är kommunens centralort. 
Den nuvarande kommunen bildades i samband med kommunreformen 2007, då dåvarande Stevns kommun slogs samman med Vallø kommun.

## Socknar
| 1. Valløby socken 2. Strøby socken 3. Vråby socken 4. Endeslevs socken 5. Himlingøje socken 6. Tårnby socken 7. Hårlevs socken 8. Varpelevs socken 9. Magleby Stevns socken 10. Holtugs socken 11. Hellesteds socken 12. Store Heddinge socken 13. Frøslevs socken 14. Lyderslevs socken 15. Havnelevs socken 16. Lille Heddinge socken 17. Højerups socken Socknarna med nummer 1-8 tillhörde mellan 1970 och 2006 dåvarande Vallø kommun. |

## Historia
Rødvig söder om Stevns klint skapades 1840 som en utskeppningsplats för kalk och krita från Gjorslevs gods på Stevns. När en ordentlig hamn stod klar 1861 etablerade sig snabbt fiskare på platsen.
Stevns avgränsas mot öst av en 12 km lång och upp till 41 m hög klint. Havet bryter långsamt ned landet och åstadkommer under denna process klinten. År 1928 kom ett stort ras som drog Højerups gamla kyrkokor med sig i raset ut i havet. Dock kan resterna ses på stranden. Kyrkan är säkrad av ett antal ditlagda stora stenbumlingar liggande utmed strandkanten och dessa är byggda uppåt klinten.

### Stevns fyr
År 1818 påbörjades en utbyggnad i fyrmästarbostadens gavel. Man monterade då ett flertal roterande speglar. Denna fyr var den sista fyrkonstruktion som Poul Løwenørn byggde. Då fyren tändes var den den mest moderna fyren i Europa.
Vid fyrens invigning gjordes följande uttalande:
Ifølge Kongelig allernaadigst Befaling er til Sikkerhed for Skibsfarten fra og til Østersøen oprettet et nyt Fyr paa Forbjerget Stevns eller den saakaldte Stevns Klint i Sjælland. Dette Fyr bestaar af roterende Lamper med sex Reverberer, hvilke dreie sig rundt i tre Minutter, saa at man i denne Tid seer sex stærke Blink, imellem hvilket Lyset forsvinder; dog vil man i Nærheden kunne see Skin af Lamperne mellem Blinkene. Herved udmærker Fyret sig fra det ligeoverfor paa den svenske Kyst ved Falsterboe i Vintermaanederne brændende Steenkuls- eller Blusfyr.
Det nye Fyr paa Stevns Klint er 140 Fod over Vandoverfladen og er anbragt i en bygning som staaer 4400 Fod i Nord 22° Ost (retvisende) fra Høierup Kirke ved den sydlige Kant af Stevns Klint. Denne bygning vil bestandig blive holdt hvid, og giver derved ogsaa om Dagen et meget kjendeligt Søemærke. Fyret bliver første Gang antændt den 1ste August indeværende Aar, og vil derefter bestandig blive holdt brændende, fra Paaske til Michelsdag een Time efter Solens Nedgang til dens Opgang, og fra Michelsdag til Paaske en halv Time efter Solens Nedgang til dens Opgang. Kjøbenhavn General-Toldkammer- og Commerce-Collegio d. 6te Juni 1818.

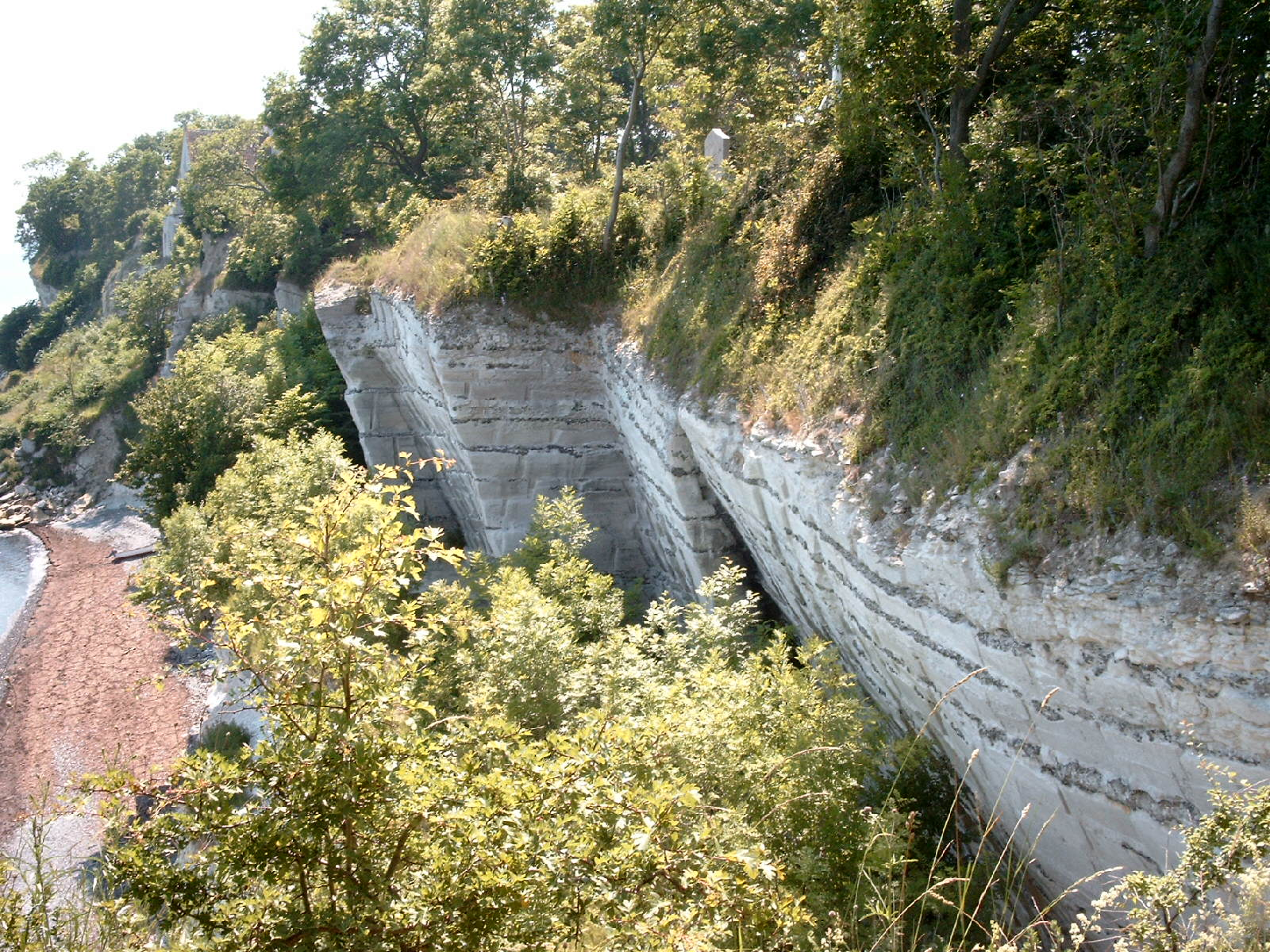
Stevns klint

År 1878 byggdes ett 27 meter högt torn av sandsten. Tornet blev försett med ett roterande linsapparat. 1903 fick fyren en petroleumsglödnätsbrännare som år 1927 blev erstatt med en glödlampa.

## Kalkochkrita
Kalksten har använts som byggnadssten ända tillbaks till medeltiden. Både den gamla och den nya Højerup kyrka är byggt av kalksten. Man kan se fossil på ett flertal ställen i den gamla kyrkans mur. Brytningen av kalksten fortsätter helt upp till 1940-talen. Man kan se på många ställen i klinten de terrassformade stenbrott med tydliga lodräta spår av verktyg där stora kalkstensblock blev brutna.

## Vänskapskommuner
Stevns kommun har fyra nordiska vänskapskommuner:
- Höörs kommun i Sverige
- Laukas kommun i Finland
- Modums kommun i Norge
- Östra Göinge kommun i Sverige